# Haverstraw
Pour l’article homonyme, voir Haverstraw (village, New York).
Haverstraw est une ville du comté de Rockland dans l'État de New York, au bord de l'Hudson.
La population était de 36 634 habitants en 2010.

## Personnalités liées à la ville
- Abram Hewitt (1822-1903), homme politique.
- Scott Stanford (1975-), commentateur sportif.
- Louise Meriwether (1923-2023), romancière américaine, y est née
- Kurt Weill (1900-1950), musicien, décédé à New-york, y repose.